# Barycnemis funiuensis
Barycnemis funiuensis là một loài tò vò trong họ Ichneumonidae.